# 2024년 칸 영화제
2024년 칸 영화제 또는 제77회 칸 영화제는 2024년 5월 14일부터 25일까지 열리는 영화제이다. 미국 영화감독이자 배우인 그레타 거윅이 본 경쟁부문 심사위원장을 맡는다. 프랑스 여배우 카미유 코탱이 개회식과 폐막식 사회를 맡았다.
1991년판에 선정된 구로사와 아키라의 영화 8월의 광시곡(1991)의 스틸 이미지를 담은 영화제 공식 포스터는 하틀랜드 빌라(Hartland Villa)가 디자인했다.
영화제 기간 동안 3개의 명예 황금종려상이 수여된다. 첫 번째는 영화제 개막식에서 메릴 스트립(Meryl Streep)에 수여되었다. 두 번째는 스튜디오 지브리에 수여되었다. 세 번째는 페스티벌 폐막식에서 조지 루카스에게 수여되었다.
개막식을 며칠 앞두고 영화제 관계자들은 총파업을 촉구했다. Broke Behind the Screens(Sous les écrans la dèche) 집단은 영화제 작업의 불안정한 성격에 대한 불만을 공개적으로 밝혔다.
<신성한 나무의 씨앗>이 본 경쟁 부문에 선정됐다는 공식 발표 이후, 이란의 영화감독 모하마드 라술로프(Mohammad Rasoulof)는 '반(反)선전' 혐의로 징역 8년과 태형, 벌금, 재산 몰수를 선고받았다." 출연진과 제작진은 심문을 받고 라술로프가 영화제에서 영화를 철회하도록 설득하라는 압력을 받았다. 얼마 지나지 않아 라술로프와 일부 승무원은 이란에서 유럽으로 탈출했고, 2024년 5월 24일 영화의 세계 초연에 참석했다. 레드 카펫에서 라술로프는 이란을 떠날 수 없었던 스타 소헤일라 골레스타니와 미사그 자레의 이미지를 들고 있었다. 초연을 위해 여권을 압수당했다. 이 영화는 12분 동안 기립박수를 받았고, 출연진과 제작진은 권리를 위해 싸우는 이란 여성들과 연대하여 항의했다.
영화제는 쿠엔틴 듀피외스 감독의 프랑스 코미디 영화 더 세컨드 액트로 시작되었다.